# 도미니크 팀
도미니크 팀(독일어: Dominic Thiem, 독일어 발음: [ˈdɔmɪnɪk ˈtiːm], 1993년 9월 3일~)은 오스트리아의 테니스 선수이다. 2020년 개인 최고 ATP 랭킹 3위에 올랐으며 2020년 US 오픈 타이틀을 포함하여 ATP 투어 단식 타이틀 17개를 획득했다. US 오픈 우승을 달성하면서 그랜드 슬램 단식 우승을 달성한 최초의 1990년대 출생 남자 선수가 되었으며 그랜드 슬램 단식에서 우승한 최초의 오스트리아 국적 선수가 되었다.